# 昭和天皇の戦争責任論

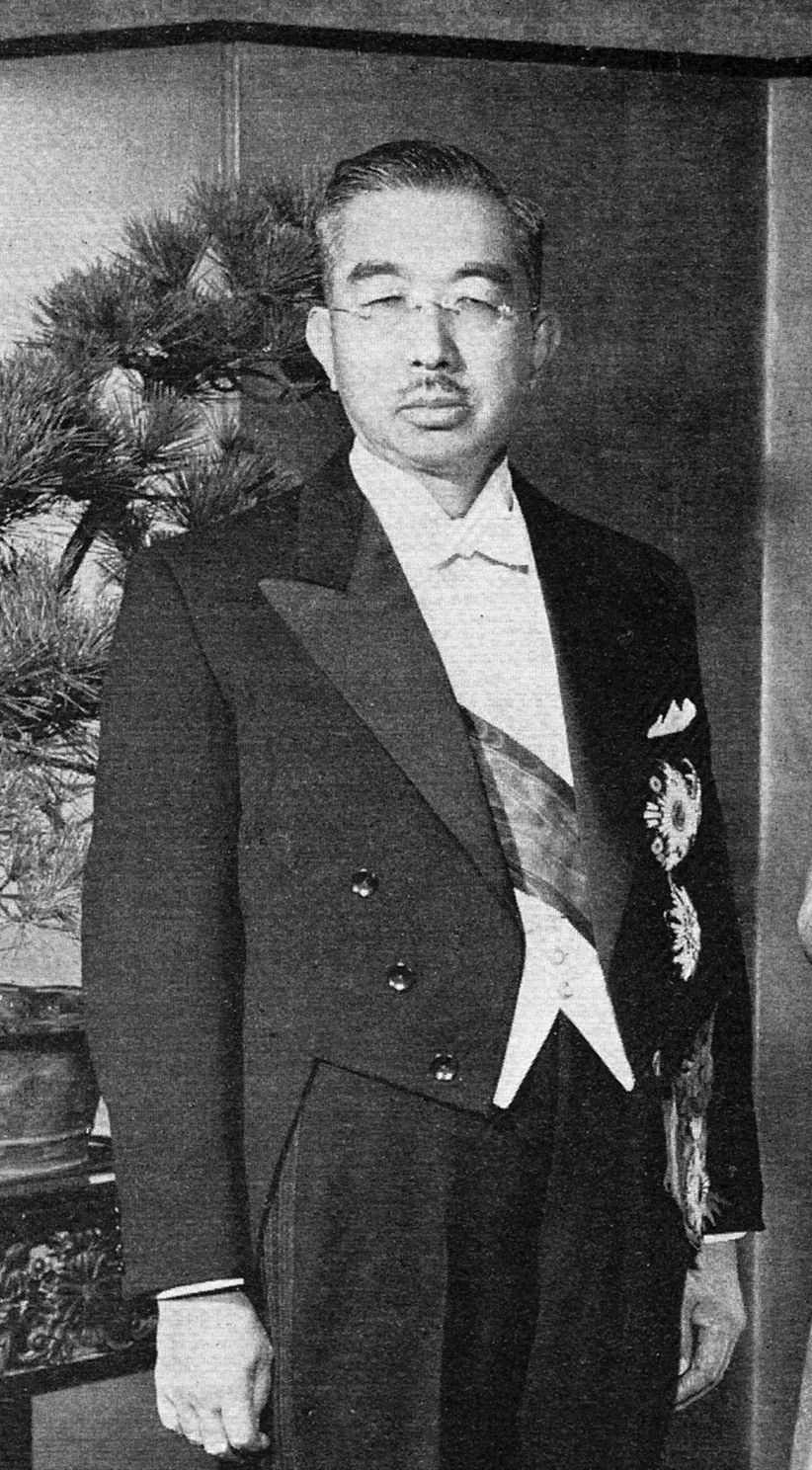
昭和天皇

昭和天皇の戦争責任論（しょうわてんのうのせんそうせきにんろん）は、1931年（昭和6年）9月18日の満州事変勃発から1945年（昭和20年）9月2日の降伏文書調印による日本の降伏までの十五年戦争（満州事変・支那事変/日中戦争・大東亜戦争/太平洋戦争）に対する昭和天皇の戦争責任に対する議論のこと。
敗戦後の連合国軍占領下での連合国からの極東国際軍事裁判（東京裁判）における対外的責任に基づく訴追問題と、日本国内における敗戦責任、戦争によって出た犠牲に対する責任の議論などがある。
その責任の有無を巡って肯定論、否定論ともに主張されている。

## 概要
終戦直後の南原繁は戦争責任について具体的に法律的、政治的、倫理的カテゴリーを区分した上で発言した。山折哲雄によれば、「戦後まもなくは天皇の戦争責任が取り上げられ退位すべきだという意見もあった」という。
21世紀となってから秦郁彦は「戦争責任は法律的、政治的、道徳的、形而上的の区分がある」と発言した。
東京裁判では昭和天皇が大日本帝国憲法の規定によって、大日本帝国陸軍および大日本帝国海軍の統帥権を有する国家元首、かつ大日本帝国陸海軍の最高指揮官（大元帥。軍の階級としては陸海軍大将）であったため、「侵略戦争」を指導した国際法違反を昭和天皇が犯したとする法的責任があったと指摘を受けた場合に、訴追対象になる可能性があった。
一方、立憲君主制の下に日本国民に対する政治的、道徳的責任、すなわち国民国家に対する多大の人的・物的損害と領土失地などの敗戦責任を何らかの形で取るべきであったのではないかという議論があった。後者については秦によれば、昭和天皇は自らが退位することで責任を取る意思があったが、こちらも実現することはなかった。
その後、同盟国であった第一次世界大戦敗戦後のドイツにおける帝政崩壊とは相違して、占領政策を円滑に行うためのGHQ（SCAP、連合国軍最高司令官総司令部）の意図もあり、敗戦後も皇室は維持されることになった。昭和天皇は1947年（昭和22年）5月3日の大日本帝国憲法改正による日本国憲法施行及び1952年（昭和27年）4月28日の日本国との平和条約発効による連合国軍占領終了・主権回復以降も、1989年（昭和64年）1月7日に崩御するまで第124代天皇として在位し続けた。

## 戦争責任を肯定する立場の主張
戦争当時の日本では国家主権は天皇に帰属し、日本国内でも外国でも天皇は日本の元首であり最高権力者であると認識されていて、戦争を始めとする全ての政治的な決定は天皇の名のもとで下され、遂行されたという歴史的事実から、天皇に戦争責任があったとする主張がある。
極東国際軍事法廷（東京裁判）では天皇は起訴されなかったが、裁判長のウィリアム・ウェブは、個人的な意見として天皇の戦争責任を言及した。
一、天皇の権威は、天皇が戦争を終結された時、疑問の余地が無いほど証明されている。（略）
一、天皇が裁判を免除された事は、国際軍事法廷が刑を宣告するに当たって、当然配慮すべきことだったと私は考える。
一、天皇は常に周囲の進言に基づいて行動しなければならなかったという意見は、証拠に反するか、またかりにそうであっても天皇の責任は軽減されるものではない。
一、私は天皇が処刑されるべきであったというのではない。これは私の管轄外であり、天皇が裁判を免れた事は、疑いも無く全ての連合国の最善の利益に基づいて決定されたのである。
ウェブはこう述べて、天皇には戦争責任があるが、政治的配慮によって起訴されていない事を明らかにした。
また、天皇自身も戦争責任を意識している節は各種証言や手記によって確認されている。ポツダム宣言受諾の際の1条件（国体護持）を巡る回答や、（中曽根らの進言に沿って）戦後に退位を望む意向を示したことなど。
天皇の戦争責任を問う声は、敗戦直後からすでに緩やかな形で存在しており、三好達治は人間宣言した天皇について、「神にましまさぬ陛下は、人の子として世の中の道理にお従いになるがよろしい」と述べ、人としての責任を問い、アメリカから帰国した大山郁夫は天皇の退位を論じた。
1948年の『中央公論 昭和23年7月号』に大山郁夫が寄稿した『戦争責任と天皇の退位』では、「それ（＝戦争についての天皇の責任）は単純に個人道徳上のそれにあるにとどまるものではなく、さらに・・・政治道徳上の責任に渡るものだと思う」と書いている。
山田朗は、「戦争指導の責任を追及する時期や体験としての戦争を語る時期を経て、侵略性告発を伴う加害性責任が問われるようになったが、この時代にはまだ天皇の責任は問われておらず、天皇の責任を問うたのは井上清の『天皇の戦争責任』が嚆矢であった」と書いている 。
井上清の主張は次のようなものだった。
- 昭和天皇は帝国憲法第1条、第3条、第4条において、統治者であること、神聖さ、元首である事が規定されており、大日本帝国の唯一最高の統治者であった。もし裕仁個人が戦争を欲しなくて、臣下に仕向けられたとしても、「結局は天皇が戦争を決意することによってしか」戦争はできない。
- 「天皇は日本軍隊唯一絶対の統帥権者であった」。天皇は憲法第11条と勅諭によって軍の統帥権者であるとともに忠君の道徳が強調され、上官の命令は天皇の命令として遂行する事が正当化された。参謀本部等は天皇のみの命令を受ける機関であり、規定、命令等は全て天皇に報告され、裁可を受けて天皇の命令として伝達・実施された。統帥権者である天皇が命令指揮しない戦争はないのであり、これだけでも「責任は疑う余地がない」。
- さらに天皇は憲法第1条と第3条に規定される神的権威をもっていた。1868年（新暦における明治元年）に天皇が統治者となった時から、政府は「天皇が神の子孫であり、正当支配者であり、日本の国民は天皇を無限に尊崇し、絶対に従わなければならない」という思想・信仰を憲法と教育勅語に経由し3代（明治天皇、大正天皇、昭和天皇）にわたって国民に植え付けた。こうして「天皇の権威が日本国民をあの戦争へと駆り立てた」のである。1931年から1945年に至るまでの戦争は「犯罪的侵略戦争」であり、天皇は責任を負わなければならない[10]。

昭和天皇が死去した1989年1月7日、日本共産党が「天皇裕仁は侵略戦争の最大かつ最高の責任者」とする中央委員会声明を発表している。
2005年5月8日に衆議院議員菅直人（当時民主党元代表、後に首相歴任）は出演したテレビ番組で「天皇機関説的に動いていたから直接的な責任はないが、象徴的な戦争責任はあり、退位することで戦争責任を明確にするべきだった」と述べた。
より具体的に昭和天皇の具体的な意識と判断を含めて責任を追及する声もある。昭和20年（1945年）2月14日に近衛文麿元首相（終戦後、戦犯指名により自殺）は敗戦を確信して天皇に上奏文を出し、敗北による早期終結を決断するように求めたが、天皇は「もう一度敵をたたき、日本に有利な条件を作ってから」の方が良いと判断、これを拒否したという。このことは、少なくともある局面では天皇が能動的判断で戦争の継続を選択していることを意味するとも取れ、またこのときの判断次第ではそれ以降の敵味方の損害はなかった可能性をも示す。つまり、この時に天皇がこれを受け入れていれば少なくとも沖縄戦や広島・長崎の被爆はなかったはず、というものである。
外交評論家の加瀬英明も終戦時の昭和天皇の態度について「要は天皇以下、当時の指導者たちには、国民に対する責任感が全くなかった。この無責任な人間としての心を失った姿が、戦後日本の狂いの初めであると思う。苦境に際して、己の責任を回避して、他に責任を転嫁、己の生き残りを優先する。迷惑をかけた人々に対し、何らの責任を取ろうとしない。この無責任体制が、今日の日本をもたらしたと言えないか」と述べている。

## 戦争責任を否定する立場の主張
「君主無答責」の規定による戦争責任からの逃避は、第一次世界大戦ではヴェルサイユ条約でドイツ皇帝ヴィルヘルム2世が退位後ではあったものの「前皇帝」として戦争責任を問われたことがあり、国際法上訴追の可能性がまったくなかったわけではない。また東京裁判でも「君主無答責」論が公式に利用されることはなかった。
ただし、サンフランシスコ講和条約において、「天皇が自国の戦争に責任を負うべきものがあることを承認する」という条項は無い。

## 戦争裁判における昭和天皇の免罪
戦後、日本の戦争犯罪を裁いた東京裁判では、昭和天皇を訴追する動きもなかったわけではないが、早い時期にそのような動きは撤回され、昭和天皇は裁かれないことになった。また、戦争直後には昭和天皇が退位するという選択肢も全く検討されなかったわけではないが、実際には戦後の民主的な選挙によって構成された国会によって日本国憲法が制定され、大多数の国民の支持を得た上で昭和天皇は第124代天皇の地位に留まり、戦後の象徴天皇制が始まった。
これに対して、昭和天皇の戦争責任を追及する立場の人物は、これらの一連の措置は、アメリカによって行われた非民主的な措置であり、昭和天皇の戦争責任を歴史的な研究課題として今日まで未解決のまま残した決定的な原因であるとしている。しかも、この措置は戦争責任に関する議論によって決定されたものではなく、多くは冷戦に向かう戦後政治の中で、日本を西側陣営に引き込もうとするアメリカなどの西側連合国の政治的な動機により採られたものだったと強く主張している。
一方、昭和天皇の戦争責任を追及しない立場の人物は、アメリカによって行われた合理的な措置であり、戦後日本の民主化への移行を円滑に導いた要因であるとしている。この措置は、日本国民に根付く天皇の伝統文化的な価値観と誇りを破壊することによって生じるであろう多大な悪影響と混乱を回避し、民主化達成後の日本国民自らがその価値観を象徴天皇という概念として受け入れるための意識改革にとって適切な思考期間を与えた成功例であると主張している。仮に昭和天皇が戦争犯罪人として処刑されていた場合、あれほど日本国民がGHQの占領政策に協力したであろうか。それだけではなく現在の日本人の価値観、思考などさまざまな点で異質の民族性を生み出していた可能性が指摘されている。

## タブー化
このように、昭和天皇の戦争責任を追及する立場の人々は、天皇の戦争責任は戦後における未解明の問題として残されていることを主張している。また、これらの人物は、戦後の日本で昭和天皇の戦争責任を追及することは禁じられており、何者かの強い圧力によりこの問題はタブー化され、その傾向はより一層顕著になっていると主張している。その根拠として、1988年に天皇の戦争責任について長崎市議会で答弁した長崎市長本島等が右翼活動家の若島和美に銃撃された事件（長崎市長銃撃事件）等がその証拠であると主張している。
一方で、これらの討論などは法律などによって規制されているわけではない。つまり、日本人が昭和天皇の戦争責任の追及をタブー視して、タブーがあると主張する昭和天皇の戦争責任を追及する立場の人々が否定的に見られるのは、大半の日本人が天皇の戦争責任に対して否定的な見解である証左であると見なす論者もいる。

### 『長崎市長への七三〇〇通の手紙』
1988年12月に長崎市議会で本島等長崎市長が「天皇の戦争責任はあると思う」と発言した問題は大きな波紋を呼んだ。
日本全国から、さらに国外からも多くの封書、葉書などが寄せられ、それらをまとめた書籍も発行された。『長崎市長への七三〇〇通の手紙』は、1988年12月8日から1989年3月6日まで市長宅に届き、そこから編集部に送られたはがき、封書、電報、電子郵便の合計7323通が収録されている。その内容については、市長を激励するものが6942通、批判・抗議するものが381通で、圧倒的に市長が支持されている内容となっている。
ただし本島市長を「支持する」内容が即ち「天皇の戦争責任を認める」ものとは言えず、たとえば「その勇気に感銘した」という論旨のものや、反対勢力の暴力的恫喝的な行動への批判を表明するものなども散見される。しかし、自分の体験などに言及しつつ市長の発言に支持を表明するものも数多く収められている。

## 国内や他国からの反応
具体的には、昭和天皇をアメリカ軍の捕虜として管理し、さらにその捕虜を通して内閣総理大臣及び最高裁判所長官の任命に関与し、内政干渉するという計画書が策定された。
一方で、イギリス、オランダ、中国の各国世論大半からは枢軸国の指導者としてアドルフ・ヒトラーとベニート・ムッソリーニに並んで、昭和天皇を憎悪の対象として見られた。
1971年（昭和46年）に昭和天皇がヨーロッパを訪問した際、ベルギー、フランスでは歓迎を受けたが日本と交戦国であったイギリス（日英同盟での旧同盟国）、オランダでは昭和天皇に憎悪感情を抱く退役軍人等からの抗議に遭い、イギリスでは馬車に乗っている最中に「天皇は帰れ!!」と抗議を受けた。
イギリスの場合、大衆紙の『ザ・サン』は「血に染まった独裁者」として昭和天皇の写真を掲載し、昭和天皇を「バッキンガム宮殿からVIP待遇を受けた血に染まった独裁者達」として特集していた。1989年2月24日、大喪の礼の際にメディアでは昭和天皇の戦争責任を問う報道があった。
オランダでは昭和天皇が乗車する車に卵や魔法瓶や手植え苗を投げるほど反日感情が根強く、昭和天皇が在位中の1986年のベアトリクス女王の日本訪問はオランダ国内で反対を受けた。
アメリカでは戦争終結直前の1945年6月29日に行われた世論調査によれば、「昭和天皇を処刑するべき」とする意見が33％、「裁判にかけるべき」とする意見が17％、「終身刑とすべき」とする意見が11％であった。
1975年（昭和50年）に訪問したアメリカでは、侍従長入江相政によると「天皇に対する激しい憎しみを露わにしたアメリカ人もいた」といい関係者を悩ませたものの、歓迎ムードであり、後にディズニーランドにも訪問した。また昭和天皇はアメリカ兵犠牲者の慰霊碑に訪問して、アメリカ人を喜ばせている。
しかし後にハーバート・ビックスは著書『昭和天皇』において「昭和天皇が戦争に積極的に関与した」という主張を提示し、論争を引き起こした。